# Кристијан Томас (хокејаш)
Кристијан Патрик Томас (енгл. Christian Patrick Thomas; Торонто, 26. мај 1992) професионални је канадски хокејаш на леду који игра на позицијама деснокрилног нападача. 
Као члан сениорске репрезентације Канаде освојио је бронзану медаљу на Зимским олимпијским играма 2018. у јужнокорејском Пјонгчангу.
Учествовао је на улазном драфту НХЛ лиге 2010. где га је као 40. пика у другој рунди одабрала екипа Њујорк ренџерса. Поред Ренџерса, у НХЛ-у је играо још за Монтреал канадијансе и Аризона којотсе.
Његов отац је некадашњи професионални хокејаш Стив Томас.